# Серам (остров)

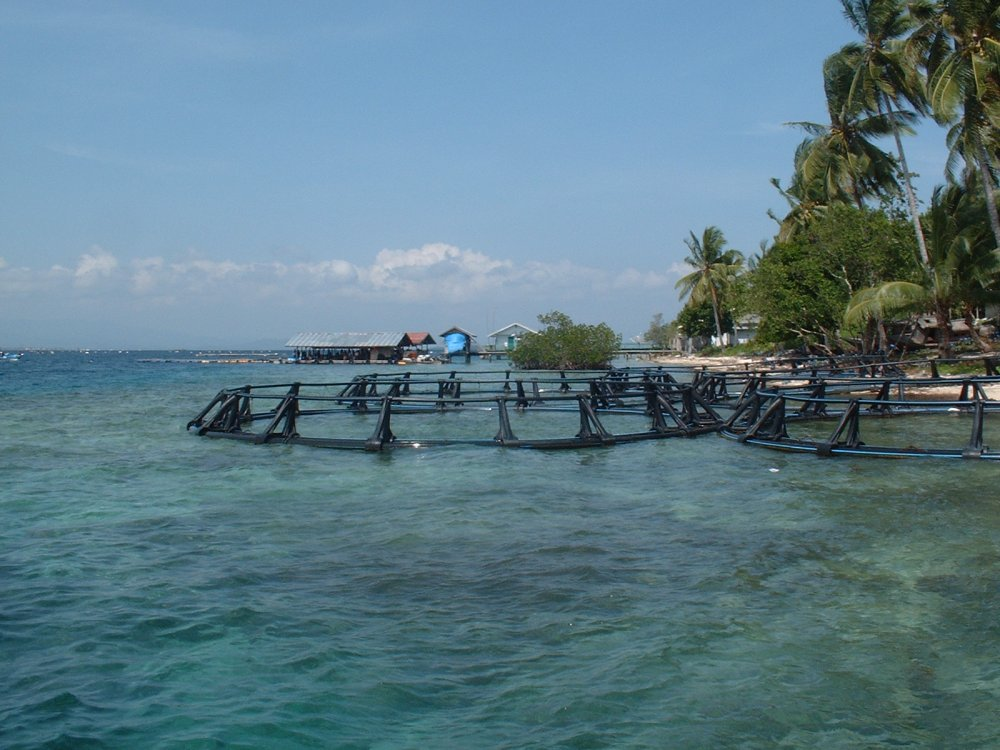
Ферма по разведению жемчуга на Сераме

Сера́м (ранее Цера́м, индон. Seram) — остров в Малайском архипелаге, в составе Молуккских островов, принадлежит Индонезии. Площадь 17,1 тыс. км² (с прилегающими островами около 18,7 тыс. км²). Расположен к северу от острова Амбон. Главный порт — город Масохи.

## Этимология
Название от индонезийского seram — «страшный, ужасный». По острову названо море Серам, лежащее к северу от него.

## География и геология
Серам пересекает с запада на восток горный хребет. Высшая точка острова — Бинайя) (3027 м), которая покрыта дождевыми лесами. Геология острова довольно сложна, из-за того, что он находится на границе нескольких тектонических микроплит. Серам фактически расположен на собственной микроплите, которая развернулась на 80° за последние 8 миллионов лет, под воздействием движения более активной микроплиты Папуа.
Температура воздуха в течение всего года 25—27 °С, осадков выпадает до 2000 мм, в горах до 4000 мм в год.

## Флора и фауна
Для животного мира острова Серам характерно большое разнообразие эндемичных птиц. Из 117 видов птиц, обитающих на острове, 14 эндемичны, в том числе благородный зелёно-красный попугай, пурпурношапочный широкохвостый лори, молуккский какаду, лазуритовая альциона, священная альциона, Philemon subcorniculatus и амбоинский королевский попугай.
Среди млекопитающих острова замечены азиатские виды; распространены и австралийские сумчатые. В горах Серама обитает наибольшее число видов эндемичных млекопитающих по сравнению с другими островами региона. Они представлены 38 видами, в том числе девятью видами эндемиков или с высокой степенью эндемичности, некоторые из которых живут только в горах. Они включают церамского бандикута, золотистую летучую лисицу, церамскую летучую лисицу, банановую крысу, колючую церамскую крысу (Rattus feliceus) и Nesoromys ceramicus, находящиеся под угрозой вымирания.
Гребнистый крокодил обитает в нескольких реках острова, в том числе в реке Салавай.
В 1997 году восточной части острова был создан национальный парк Манусела площадью 1890 км² (11 % территории острова).

## История
Многие жители центральных молуккских островов полагают, что Серам является их исторической родиной, и часто называют его Нуса Ина (родной остров). В XV и XVI веках Серам находился в сфере влияния султана Тернате, ставка вассала находилась на острове Буру. Португальские миссионеры начали свою деятельность на острове с XVI века. Голландские фактории были основаны в начале XVII века, и остров перешел в номинальную зависимость от Голландии в 1650-х гг. В 1780-е годы Серам стал ключевым опорным пунктом для принца Нуку с острова Тидоре, который вёл партизанскую войну против голландцев. С 1954 по 1962 годы горные районы острова стали местом вооружённой партизанской борьбы против правительства Индонезии за создание Республики Молуккских островов под предводительством Криса Самокиля.

## Административное деление
Остров разделён на два округа провинции Малуку. Административный центр округа Западный Серам-Багиан — Датаран Хунипопу с населением в 240 657 человек (2003 г); административный центр Восточного Серама — Датаран Хунимоа, с населением в 78 336 человек (2003 г).

## Религия
Серам традиционно ассоциируется с анимизмом алфурского племени Нуаулу, западномеланезийского народа, которые, как считается сохраняли культуру охоты за скальпами до 1940-х годов. На сегодняшний день наиболее распространены на острове ислам и христианство.
В провинции Молуккские острова и в других частях Индонезии в конце 1998 вспыхнул крупный межрелигиозный конфликт, приведший к десяткам тысяч беженцев с островов Амбон, Серам и других соседних островов, но после Соглашения в Малино в 2002 году напряжение спало.
Около 7000 человек племени манузела исповедуют индуизм.

## Экономика
Важнейшими продуктами экспорта являются копра, смола, саго и рыба. Добыча нефти развита на северо-востоке острова в районе города Була.